# 빔 엔진

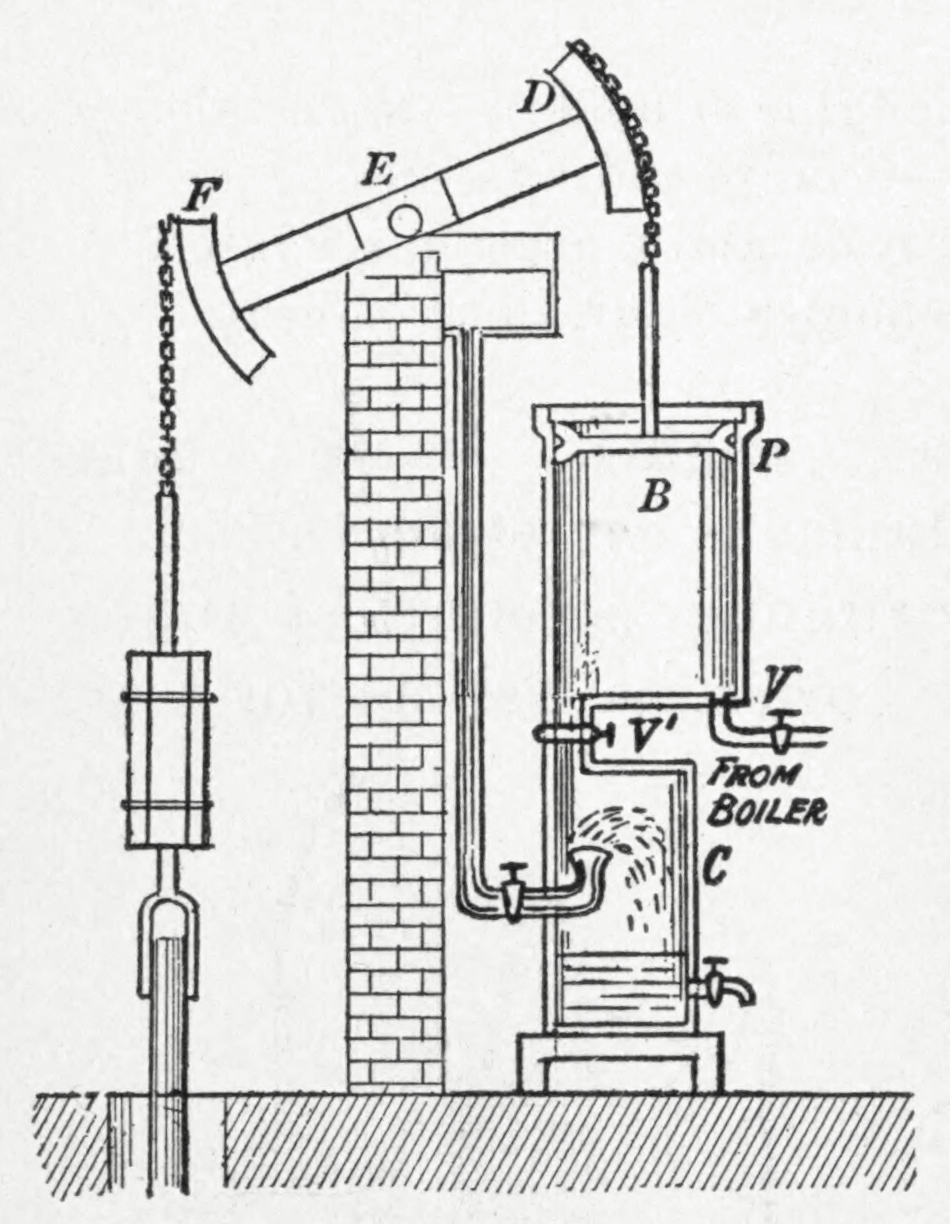
와트 증기기관: 증기와 물의 유입을 보여준다.

빔 엔진은 수직 피스톤의 힘을 수직 연결봉에 전달하기 위해 회전식 오버헤드 들보를 사용하는 증기기관의 한 유형이다. 엔진이 직접 펌프를 구동하는 이 구성은 1705년경 토머스 뉴커먼에 의해 콘월주의 광산에서 물을 빼내는 데 처음 사용되었다. 엔진의 효율은 별도의 복수기를 추가한 제임스 와트, 실린더를 복합화한 조너선 혼블로워와 아서 울프, 기존 엔진을 복합화하는 방법을 고안한 윌리엄 맥노트 (글래스고)와 같은 기술자들에 의해 개선되었다. 빔 엔진은 처음에는 광산에서 물을 펌프하거나 운하로 물을 끌어올리는 데 사용되었지만, 방앗간에 동력을 공급하는 물레방아의 흐름을 보충하기 위해 물을 펌프하는 데도 사용될 수 있었다.

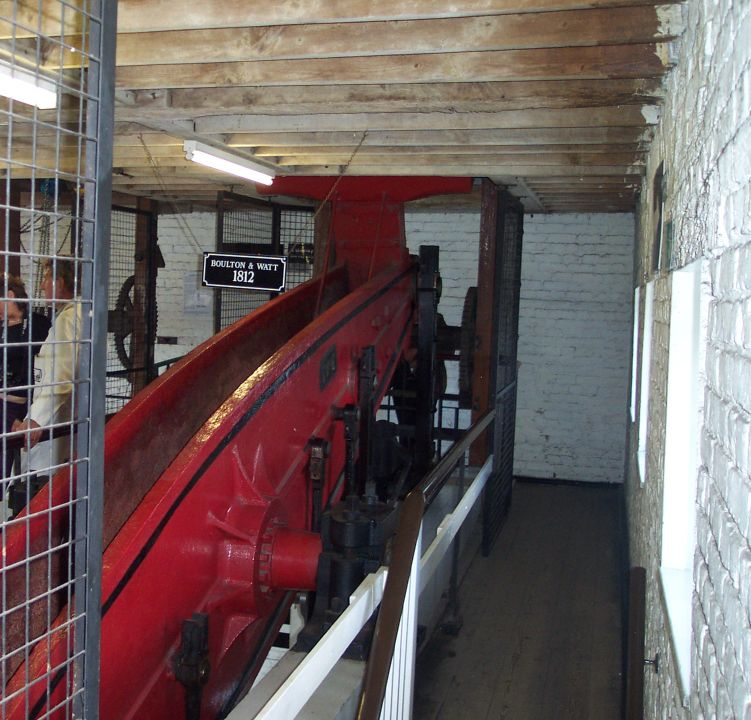
크로프턴 양수장에 있는 1812년 볼턴 앤 와트 엔진의 주철 빔 – 세계에서 가장 오래된 현장 작동 예시이다.

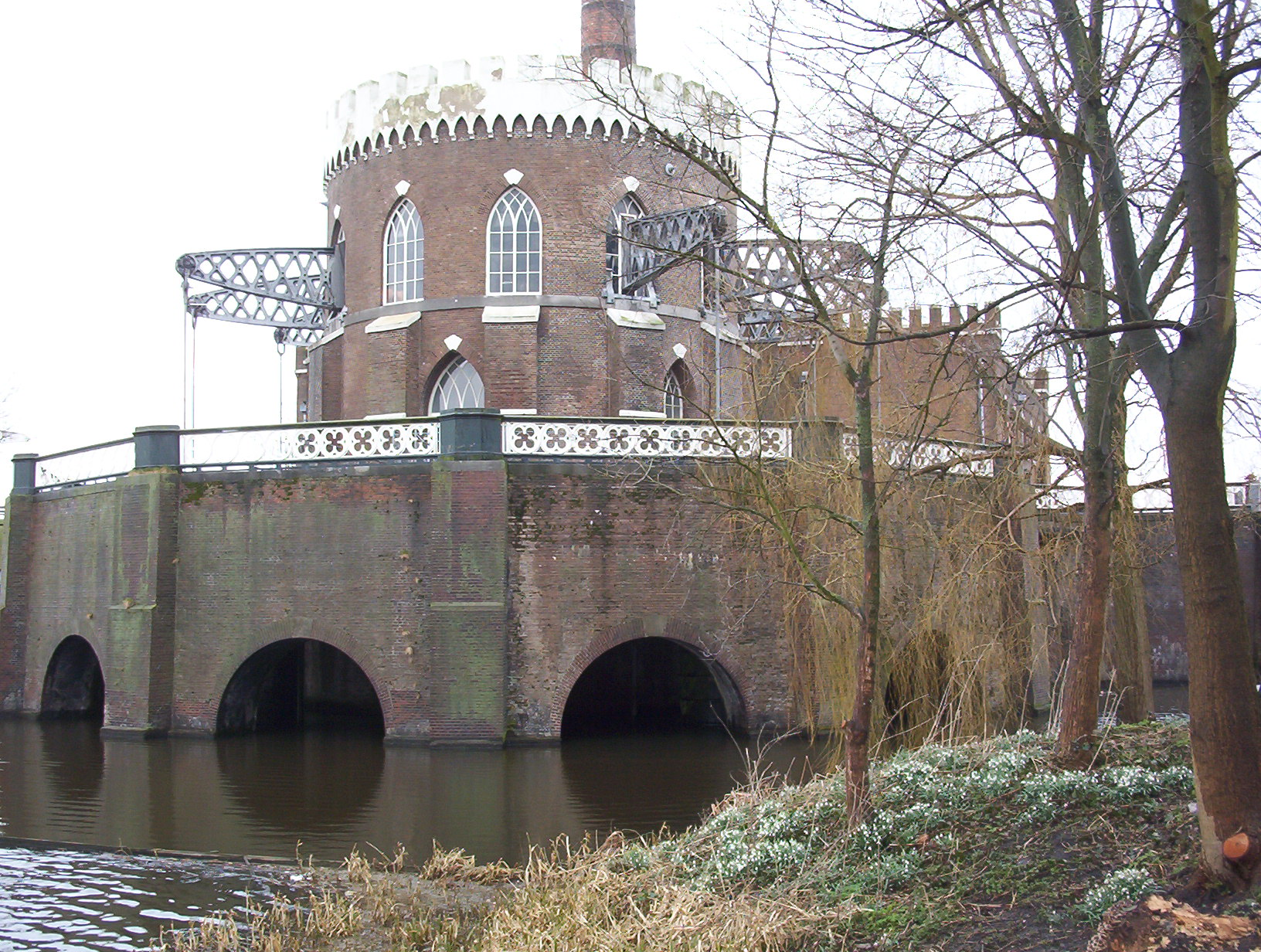
암스테르담 근처 데 크루키우스 박물관의 뒷모습. 하를레메르메이르를 건조시키는 데 사용된 오래된 양수장이다. 펌프 엔진의 빔과 스파르네 강에서 9미터 떨어진 수위가 보인다. 이 빔 엔진은 지금까지 건설된 것 중 가장 크며, 1933년까지 사용되었다.

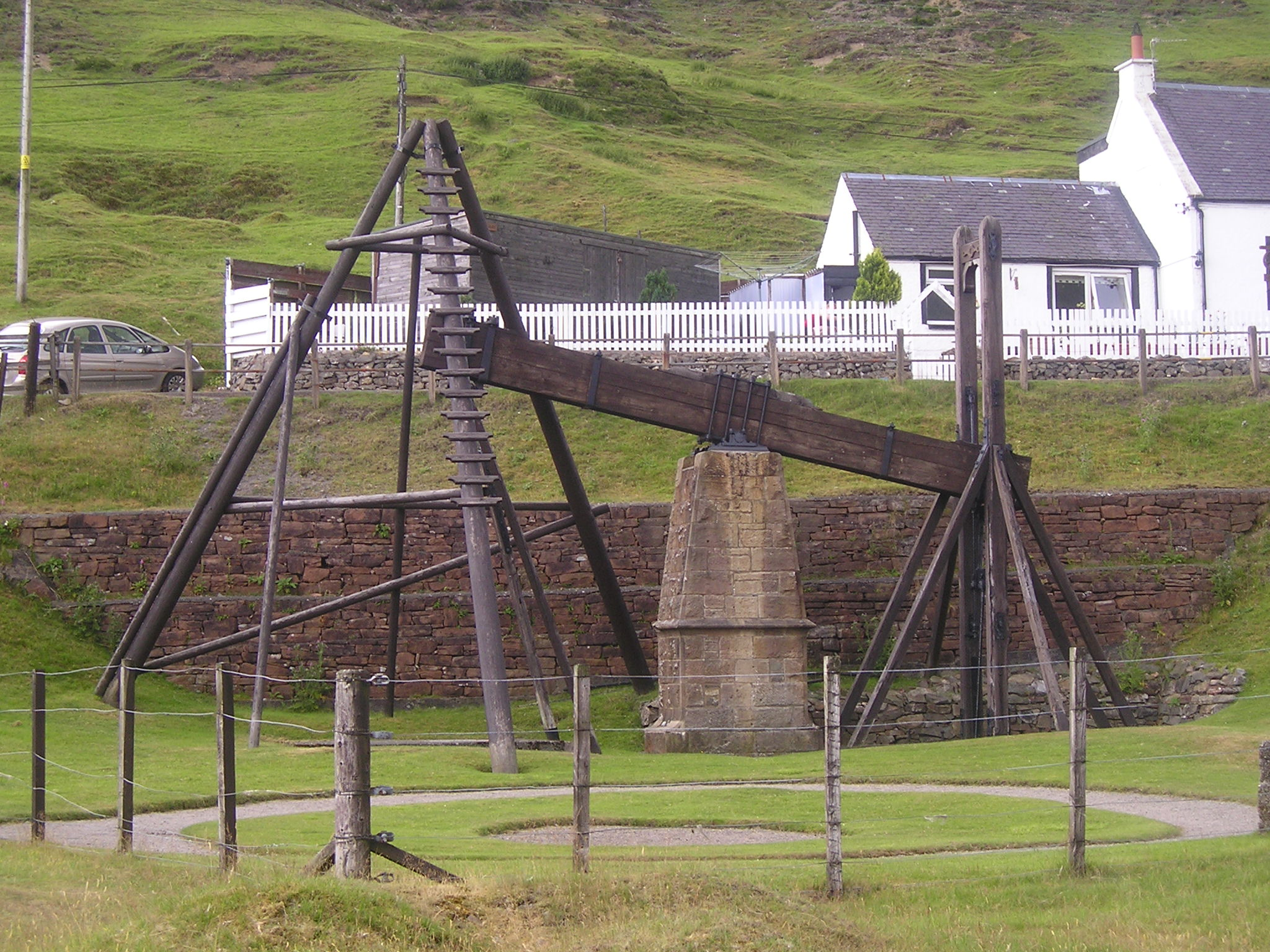
완록헤드의 수력 빔 엔진 유적

회전식 빔 엔진은 피스톤에서 크랭크 (또는 역사적으로 선 앤 플래닛 기어)를 통해 플라이휠을 구동하는 나중의 빔 엔진 설계이다. 이러한 빔 엔진은 방앗간에서 라인 샤프팅에 직접 동력을 공급하는 데 사용될 수 있었다. 또한 증기선에 동력을 공급하는 데도 사용될 수 있었다.

## 역사
최초의 빔 엔진은 수력으로 작동했으며 광산에서 물을 펌프하는 데 사용되었다. 보존된 예는 스코틀랜드 완록헤드의 스트레이트스텝스 납 광산에서 볼 수 있다.
빔 엔진은 산업 혁명 초기에 갑문을 통해 확장된 영국 운하 시스템에서 펌프에 동력을 공급하고, 같은 시기에 광산에서 물을 배수하며, 권상기로도 광범위하게 사용되었다.
최초의 증기 관련 빔 엔진은 토머스 뉴커먼에 의해 개발되었다. 이것은 엄밀히 말해 증기 동력이 아니었다. 피스톤 아래에 도입된 증기가 응축되어 부분 진공을 생성함으로써 대기압이 피스톤을 아래로 밀어내도록 했기 때문이다. 따라서 이것은 대기압 엔진이라고 불렸다. 뉴커먼 대기압 엔진은 콘월주와 다른 지역의 많은 광산에서 채택되었지만, 상대적으로 비효율적이었고 많은 양의 연료를 소비했다. 이 엔진은 존 스미턴에 의해 개선되었지만, 제임스 와트는 와트 증기기관에 별도의 복수기를 추가하여 실린더가 뜨거운 상태를 유지하도록 함으로써 뉴커먼 엔진의 주요 비효율성을 해결했다. 기술적으로 이것은 (이후의 특허에 따라) 실린더의 상단 부분을 밀폐하고 증기를 도입하여 피스톤을 아래로 밀어낼 때까지 여전히 대기압 엔진이었다. 이것이 진정한 증기기관이 되었으며, 그를 증기기관의 발명가로 확증한다고 할 수 있다. 그는 또한 원심 조속기와 평행 운동을 특허화했는데, 후자는 아치 헤드 주변의 체인을 대체하여 회전식 엔진으로 사용할 수 있도록 했다.
그의 특허는 19세기 초까지 유지되었고, 일부는 이것이 개발을 저해했다고 말한다. 그러나 실제로는 다른 사람들에 의해 개발이 계속되었고, 특허 기간이 끝날 무렵 새로운 아이디어와 개선이 폭발적으로 증가했다. 와트의 빔 엔진은 훨씬 더 많은 수로 상업적으로 사용되었고, 많은 엔진이 100년 이상 계속 작동했다.
와트는 엔진 설계의 주요 측면에 대한 특허를 보유했지만, 그의 회전식 엔진은 제임스 피카드의 단순 크랭크 특허에 의해 동등하게 제한되었다. 빔 엔진은 영국 남서부의 주석 및 구리 광산 지역에서 상당히 개선되고 확대되어 그곳에 존재했던 깊은 광산을 배수할 수 있게 되었다. 결과적으로 콘월 빔 엔진은 세계적으로 유명해졌으며, 지금까지 건설된 빔 엔진 중 가장 거대한 것 중 하나로 남아 있다.
엔진의 여러 부품에 대한 특허 수와 특허 침해의 결과로, 부품에 제조사 이름이 없는 빔 엔진의 예가 존재한다.(홀리콤 스팀 컬렉션).

## 회전식 빔 엔진

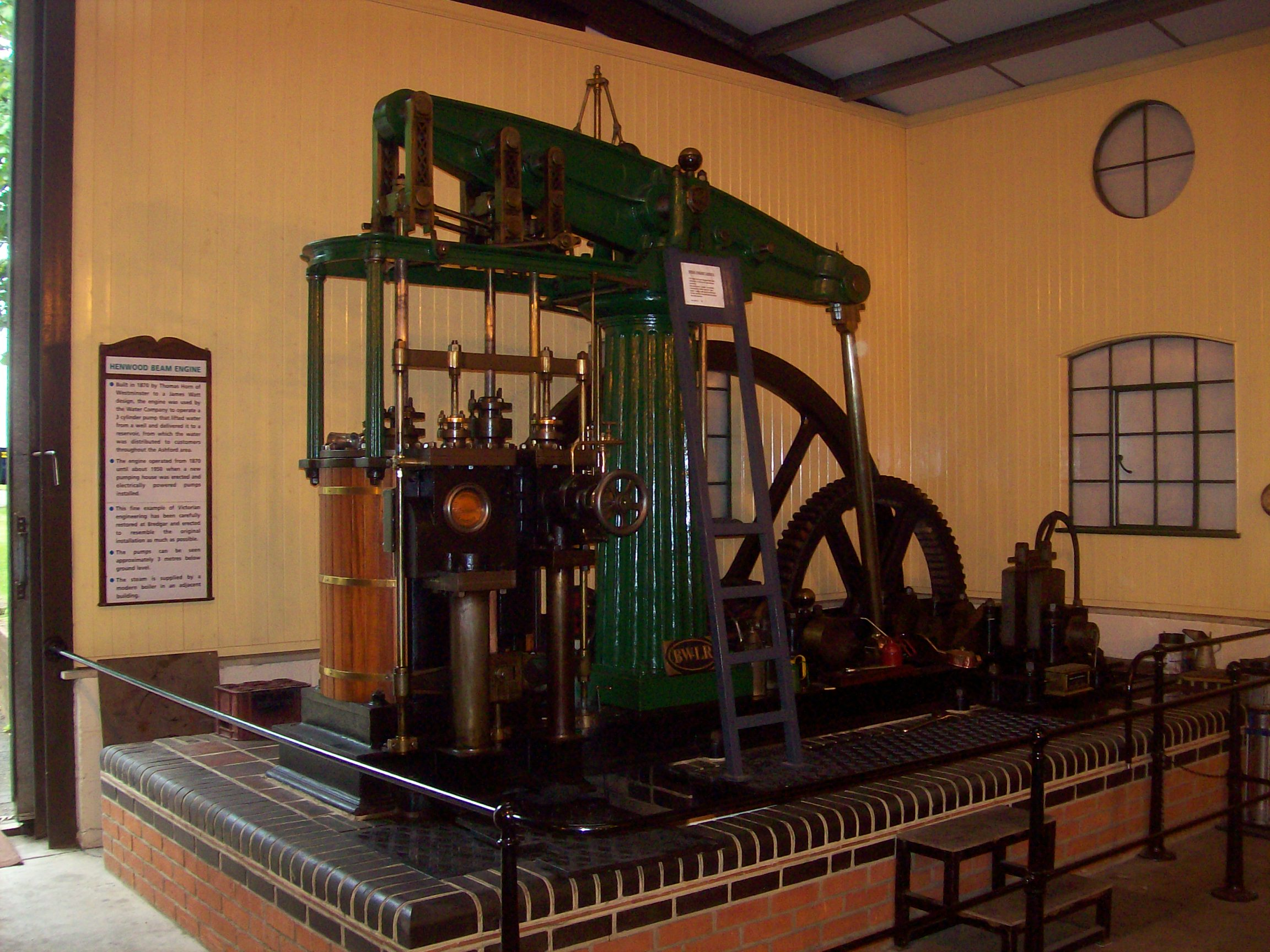
1870년 토머스 혼이 제임스 와트의 설계에 따라 제작한 작은 회전식 빔 엔진. 크랭크는 전면에 보이며, 플라이휠은 엔진에 부분적으로 가려져 있다. (원래 애슈퍼드의 정수장에 설치되었으며, 현재는 브레드가 앤 웜스힐 경철도에서 작동 및 보존되고 있다.)

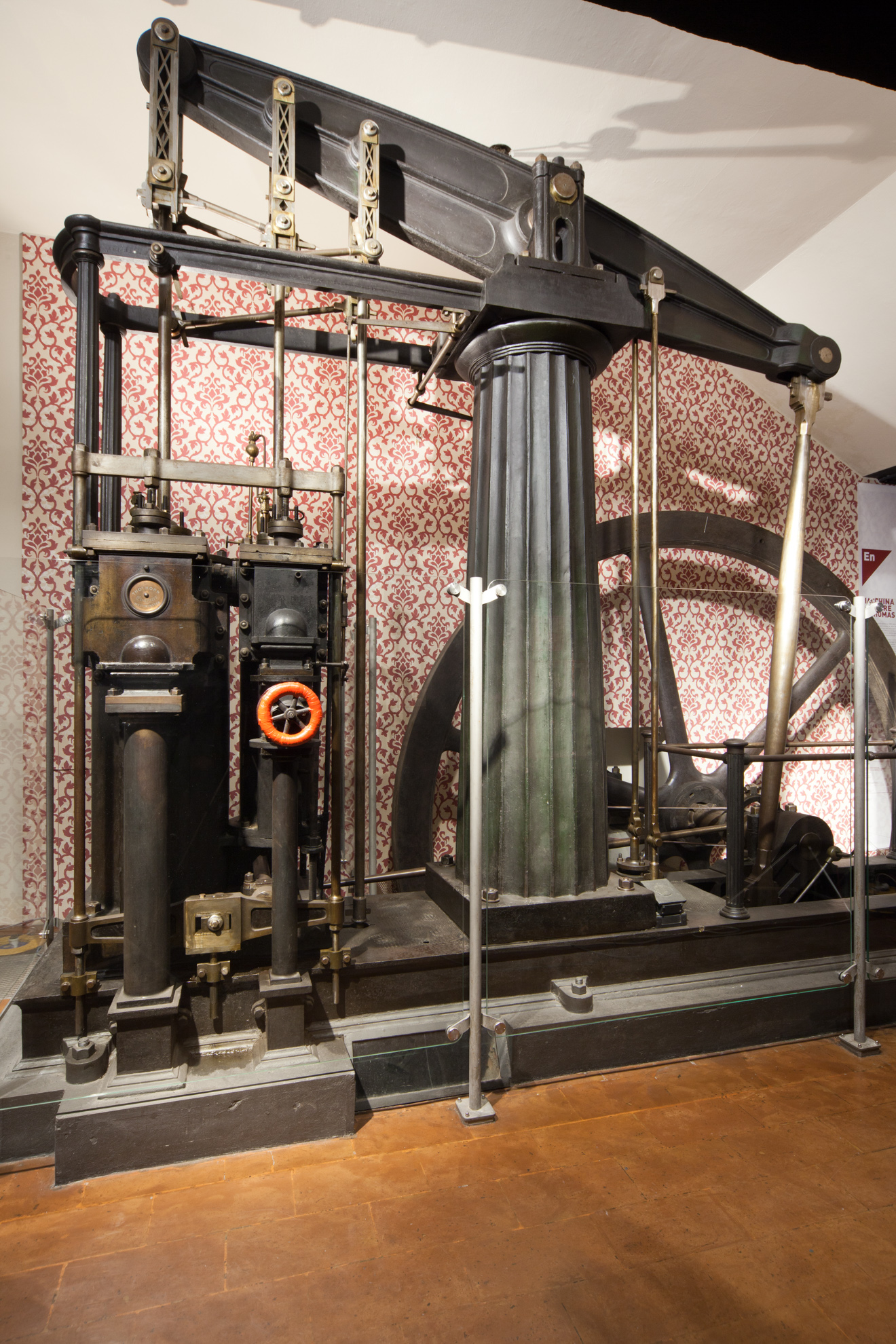
밀라노 레오나르도 다빈치 국립 과학 기술 박물관의 토머스 혼 빔 머신.

회전식 빔 엔진에서는 피스톤이 수직으로 장착되고, 피스톤 로드는 이전과 같이 빔을 구동한다. 빔의 다른 쪽 끝에서 나오는 연결봉은 이제 펌프 로드를 구동하는 대신 플라이휠을 구동한다.
초기 와트 엔진은 제임스 피카드가 소유한 특허에 의해 후자의 사용이 보호되었기 때문에 단순한 크랭크 대신 와트의 특허 선 앤 플래닛 기어를 사용했다. 특허가 만료되자 단순 크랭크가 보편적으로 사용되었다. 회전 운동이 달성되면 플라이휠 옆에 구동 벨트를 부착할 수 있었다. 이것은 다른 구동 샤프트로 동력을 전달했으며, 이들로부터 다른 벨트를 부착하여 탈곡, 분쇄 또는 제분 기계와 같은 다양한 정지 기계에 동력을 공급할 수 있었다.

### 해양 빔 엔진
최초의 증기선은 회전식 빔 엔진의 변형을 사용했다. 이러한 해양증기기관은 사이드 레버, 메뚜기, 크로스헤드 또는 '워킹 빔' 등으로 알려져 있으며, 모두 선박 내 공간을 덜 차지하도록 빔 또는 빔을 다른 위치에 배치하여 원래의 육상 기계와 달라졌다.

## 복합화
복합화는 두 개 이상의 실린더를 포함한다. 첫 번째 고압 실린더에서 나온 저압 증기는 두 번째 실린더로 전달되어 더 확장되고 더 많은 동력을 제공한다. 이것이 복합 효과이다. 여기서 나오는 폐증기는 정상적인 방법으로 복수기로 전달되면 추가적인 작업을 생성할 수 있다. 복합화에 대한 첫 번째 실험은 1781년에 특허를 받은 조너선 혼블로워가 수행했다. 그의 첫 엔진은 콘월주 틴크로프트 광산에 설치되었다. 이 엔진은 빔의 한쪽 끝에 나란히 배치된 직경 21-인치 (0.53 m)의 스트로크 6-피트 (1.8 m) 실린더 하나와 직경 27-인치 (0.69 m)의 스트로크 8-피트 (2.4 m) 실린더 하나를 가지고 있었다. 초기 엔진은 성능 향상이 거의 없었다. 증기압이 너무 낮았고, 연결 파이프의 직경이 작았으며, 복수기가 비효율적이었다.
이 시기에는 열역학의 법칙, 특히 절대 영도 개념이 제대로 이해되지 않았다. 아서 울프와 같은 엔지니어들은 물리학에 대한 불완전한 이해를 가지고 공학적 문제를 해결하려고 노력했다. 특히, 그들의 밸브 기어는 스트로크의 잘못된 위치에서 작동을 시작하여 실린더 내에서 팽창 작동을 허용하지 않았다. 성공적인 울프 복합 엔진은 1814년 휠 아브라함 구리 광산과 휠 보어 주석 광산을 위해 생산되었다.

## 맥노트 엔진
윌리엄 맥노트는 1845년에 복합 빔 엔진을 특허화했다. 표준 볼턴 앤 와트 설계의 빔 엔진에 그는 기존 단일 실린더와 반대편 빔에 고압 실린더를 배치했는데, 이곳은 일반적으로 워터 펌프가 장착되는 곳이었다. 이것은 두 가지 중요한 효과를 가져왔다. 즉, 빔에 가해지는 압력을 크게 줄였고, 긴 연결 증기 파이프가 울프 설계에 없었던 팽창 수신기로서 작동했다. 이 수정은 소급하여 적용될 수 있었으며, 그렇게 수정된 엔진은 "맥노트화"되었다고 말했다. 복합 엔진의 이점은 60 파운드 매 제곱인치 (410 kPa) 미만의 압력에서는 중요하지 않았지만, 100 psi (690 kPa) 이상에서는 나타났다.

## 보존된 빔 엔진

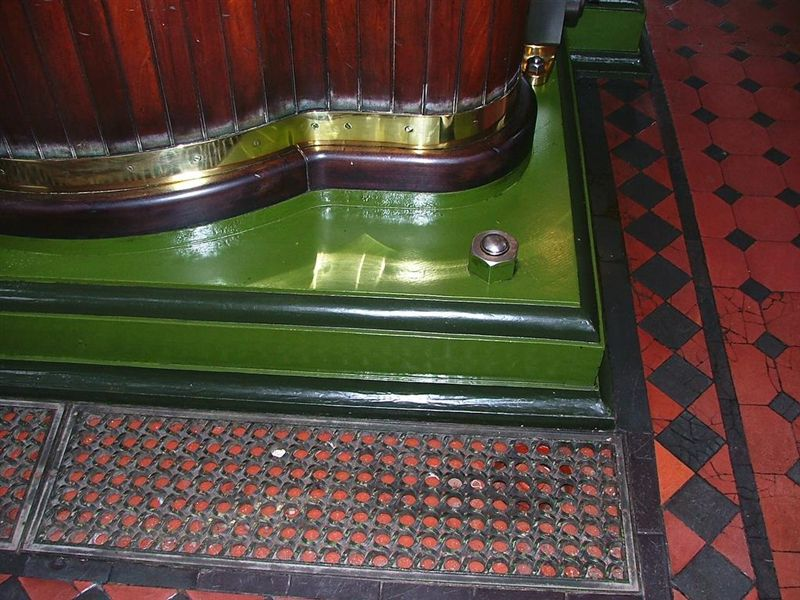
브리티시 엔지니어리움, 브라이턴의 빔 엔진 베이스 플레이트 및 마호가니 지연.

- 애비 펌프 스테이션 (레스터, 잉글랜드) - 김슨 앤 컴퍼니, 레스터가 제작한 4개의 울프 복합 회전식 빔 엔진을 소장하고 있다.[4]
- 볼턴 증기 박물관 (볼턴, 잉글랜드) - 원래 방앗간을 구동하는 데 사용되었던 여러 회전식 빔 엔진을 포함한다.
- 클레이밀스 양수장 (버턴어폰트렌트, 잉글랜드) - 4개의 울프 복합, 회전식, 빔 펌프 엔진; 5개의 랭커셔 보일러; 국내에서 가장 오래된 작동 증기 구동 발전기를 포함하여 30개 이상의 보조 엔진이 현장에 있다.
- 콜드하버 방앗간 (어프컬룸, 데번) - 1867년 키토 앤 브러더후드 빔 엔진과 폴리트 앤 위그젤 300마력 교차 복합 엔진. 대부분의 공휴일에 로프 레이스를 구동하며, 다른 소형 기계와 함께 증기로 작동한다.
- 쿨터쇼 빔 펌프 (웨스트서식스주, 잉글랜드) - 1782년의 보존된 수력 빔 엔진.
- 크로프턴 양수장 (그레이트 베드윈, 잉글랜드) - 두 개의 엔진을 포함하며, 세계에서 가장 오래된 작동하는 '콘월' 엔진(1812년)이 원래 위치에 있다.
- 크로스네스 양수장 (애비 우드, 잉글랜드) - 4개의 회전식 빔 엔진 세트: 가장 큰 현존하는 작동 예시.
- 달턴 올드 펌프 하우스 (더럼주, 잉글랜드) - 1879년에 제작된 정적 보존된 한 쌍의 콘월 비회전식 엔진.
- 독다이크 엔진 (태터샬, 잉글랜드) - 배수 엔진 및 스쿠프 휠, 여름 주말에 증기로 작동.
- 더니 볼턴 앤 와트 엔진 (1801년) 더글러스필드 블리치웍스 출신, 현재 버던트 워크스에 전시 중[5]
- 이스트니 빔 엔진 하우스 (포츠머스, 잉글랜드) - 1887년에 제작된 하수 펌프용 회전식 빔 엔진 두 개를 포함한다.
- 엘스카 유산 센터 (엘스카, 잉글랜드) - 원래 위치에 남아있는 유일한 뉴커먼 엔진 (전 세계에서) (1795년).
- 갈로그 빔 엔진 (애버딘셔) - 1805년 빔이 있는 볼턴 앤 와트 엔진.
- 골번 상수도 (골번, 오스트레일리아) - 애플비 브로스 빔 엔진 (1883년) 120마력, 원래 펌프실 건물에 그대로 작동 상태로 보존.
- 그레이즈브룩 빔 엔진 - 42-인치 (1.1 m) 구멍을 가진 대형 펌핑 볼턴 & 와트 설계 엔진이 버밍엄, 잉글랜드의 A38(M) 다트머스 로터리에 정적으로 전시되어 있다.
- 홀리콤 증기 컬렉션 (립훅, 잉글랜드) - 약 1850년에 제작된 소형 (약 5마력) 작동 회전식 빔 엔진으로, 농기계에 동력을 공급하는 데 사용되었으며, 동력을 보충하기 위해 수차가 부착되어 있다.
- 르방 광산 및 빔 엔진 (트루엘라드, 잉글랜드) - 서부 콘월주, 잉글랜드의 내셔널 트러스트 소유지에 있는 작동하는 빔 엔진.
- 마크필드 빔 엔진 (토트넘, 잉글랜드) - 복합, 회전식 엔진.
- 미들턴 톱 엔진 하우스, 미들턴바이워크스워스, 더비셔주. 쌍둥이 빔 엔진(1829년 제작)은 세계에서 가장 오래된 작동하는 왕복 권상기로, 원래 엔진 하우스에 그대로 남아 있다.[6][7]
- 데 크루키우스 박물관 (크루키우스, 네덜란드) - 크루키우스의 여덟 빔 엔진은 지금까지 건설된 증기기관 중 가장 큰 것으로 여겨진다.
- 뉴커먼 기념 엔진 (다트머스, 잉글랜드) - 약 1725년에 제작. 시연 목적으로 유압 메커니즘 추가.
- 노팅엄 산업 박물관 (노팅엄, 잉글랜드) - 증기 갤러리에는 R&W 호손이 뉴캐슬어폰타인에서 1858년에 제작한 한 쌍의 엔진 중 하나인 인상적인 배스포드 빔 엔진이 있다. 이 엔진은 배스포드 양수장에 설치되어 아래의 사암에서 110 ft (34 m) 높이로 물을 끌어올려 노팅엄 시에 신선한 물을 공급했다. 이 엔진은 1965년에 교체되었고, 특수 제작된 증기 갤러리로 옮겨져 1975년에 처음으로 발화되었다.
- 핀치벡 엔진 (스폴딩, 잉글랜드) - 정적으로 보존된 'A' 프레임 엔진.
- 폴다크 광산 (트리니어, 잉글랜드) - 하일의 하비가 제작한 콘월 빔 엔진으로 버니 주석 광산과 나중에는 그린스플랫 중국 점토 광산에서 사용되었으며, 약 1850년경에 제작되었다. 시연 목적으로 유압 메커니즘 추가. 콘월에서 1959년 12월까지 상업적으로 작동한 마지막 엔진으로, 1972년에 폴다크로 옮겨졌다.[8]
- 라이호프 엔진 박물관 (라이호프, 잉글랜드) - 쌍둥이 회전식 빔 엔진; 1868년 제작.
- 스메스윅 엔진 (스메스윅, 잉글랜드) - 세계에서 가장 오래된 작동 증기기관 (1779년).
- 스트레텀 올드 엔진 (스트레텀, 잉글랜드) - 정적으로 보존된 엔진 및 스쿠프 휠.
- 스트럼쇼 증기 박물관 (스트럼쇼, 잉글랜드) - 현재는 압축 공기로 구동되는 애딩턴의 전 빔 엔진을 전시하고 있다.
- 티스 코티지 양수장 (달링턴, 잉글랜드) - 킬마녹의 글렌필드 앤 케네디가 설계하고 런던의 T&C 호크슬리 토목 엔지니어가 제작한 작동하는 회전식, 2실린더 울프 복합 엔진.
- 스코틀랜드 국립박물관의 볼턴 앤 와트 회전식 빔 엔진 (선 앤 플래닛 유형) (1786년).[9][10] 공압으로 가끔 작동.
- 스코틀랜드 국립박물관의 캐프링턴 콜리어리 뉴커먼 엔진. 공압으로 가끔 작동.
- 더 헨리 포드 박물관 (디어본, 미시간, 미국) - 1760년대의 뉴커먼 엔진인 페어바텀 밥스.
- 런던 물 & 증기 박물관 (브렌트퍼드, 잉글랜드) - 5개의 '콘월' 엔진 (원래 위치에) 중 4개가 작동하며, 세계에서 가장 큰 작동하는 '콘월' 엔진을 포함하여 2개의 작동하는 회전식 빔 엔진 (박물관 내)이 있다. 이 엔진은 90-인치 (2,286 mm) 실린더를 가지고 있다.
- 웨스턴 스프링스 상수도 (오클랜드, 뉴질랜드) - 1877년 더블 울프 복합 엔진. 원래 위치에 있으며, 운송 기술 박물관이 주변에 건설되면서 작동 상태로 복원되었다. 펌프실과 원래 엔지니어의 오두막 복원은 유네스코 아시아 태평양 문화유산 보존 프로그램의 2009년 공로상을 수상했다.

## 같이 보기
- 볼턴 앤 와트
- 캐터랙트 (빔 엔진)
- 콘월 엔진
- 김슨 앤 컴퍼니
- 맨 엔진
- 해양증기기관
- 콘월주의 광업
- 프레스턴그랜지 산업 유산 박물관
- 펌프잭
- 6기둥 빔 엔진
- 정지 엔진
- 아서 울프

## 참고 문헌
- Hills, Richard L. (1989). 《Power from Steam》. Cambridge University Press. ISBN 0-521-45834-X.

## 추가 자료
- Crowley, T.E. (1982). 《The Beam Engine》. Senecio Publishing. ISBN 0-906831-02-4.